# 김두찬 (1887년)
김두찬(金斗贊, 일본식 이름: 龜岡斗贊가네오카 도산, 1887년 3월 10일 ~ 1943년 9월 16일)은 일제강점기의 경상남도 지역 유지로 조선총독부 중추원 참의도 지냈다.

## 생애
경남 창녕군 출신이다. 일제 강점기 초기인 1911년에 문관보통시험에 합격하여 조선총독부 관리를 지냈다. 1914년부터 경상남도의 여러 군에서 군서기로 일하다가 1919년에 퇴직했다.
이후 금융조합 평의원과 감사, 경상남도 도평의원, 군농회 부회장, 수리조합 평의원, 산림회 부회장, 축산동업조합 부회장, 소방조 부조두, 연초경작조합 조합장 등 지역 사회의 유지들이 맡는 직함을 갖고 활동했다. 조선총독부가 3·1 운동에 따른 통치 전략 변화의 일환으로 각 지역 유지들을 중추원 참의로 추천받은 1921년에 이미 창녕 지역 대표로 추천된 바 있다.
금융회사인 창녕상사 취체역, 운수회사인 경남합동자동차 취체역과 창녕자동차 대주주를 맡는 등 기업인으로도 활동하며 창녕을 대표하는 갑부이자 인물로 부상했다. 1928년에는 일본 정부로부터 쇼와대례기념장을 수여받았고, 1933년에 중추원 참의로 임명되었다.
2002년 발표된 친일파 708인 명단과 2008년 공개된 민족문제연구소의 친일인명사전 수록예정자 명단 가운데 중추원 부문에 포함되었으며 2009년 친일반민족행위진상규명위원회가 발표한 친일반민족행위 705인 명단에도 포함되었다.

## 같이 보기
- 조선총독부 중추원

## 참고자료
- 김두찬(金斗贊) - 국사편찬위원회